# Artifact (computerspel uit 2018)
Artifact is een digitaal strategisch ruilkaartspel ontworpen en uitgegeven door Valve Corporation. Spelers spelen online tegen andere spelers. Het speelt zich af in de wereld van Dota 2, een multiplayer online battle arena van Valve. Artifact is ontworpen door Richard Garfield die bekend werd als bedenker van Magic: The Gathering. Het spel kwam in november 2018 uit voor Windows, MacOS en Linux. De reacties op het spel waren gemengd; er was kritiek op het pay-to-win-model, maar waardering voor de complexiteit. Het aantal spelers nam na de release echter snel af. In 2020 maakte Valve bekend met een hernieuwde versie te willen komen.